# Huang Nanyan
Huang Nanyan (n. 11 aprilie 1977, Guangxi, Republica Populară Chineză) este o jucătoare de badminton ce a reprezentat Republica Populară Chineză, medaliată olimpică. A participat la o ediție a Jocurilor Olimpice (2000) în care a câștigat o medalie de argint.